# Fadil Vokrri
Fadil Vokrri (Podujevo, 1960. június 23. – Pristina, 2018. június 9.) jugoszláv válogatott koszovói labdarúgó, csatár, sportvezető.

## Pályafutása

### Klubcsapatban
1976-ban a KF Llapi korosztályos csapatában kezdte a labdarúgást. 1980 és 1986 között az KF Prishtina játékosa volt. 1986 és 1989 között a belgrádi Partizan csapatában szerepelt és egy-egy jugoszláv bajnoki címet és kupagyőzelmet ért el az együttessel. Az 1989–90-es idényben a francia Nîmes, 1990 és 1992 között a török Fenerbahçe labdarúgója volt. 1992-ben visszatért Franciaországba és egy idényt a Bourges 18 csapatában, majd kettőt a Montluçon együttesében szerepelt. Összesen 363 bajnoki mérkőzésen szerepelt és 121 gólt szerzett.

### A válogatottban
1984 és 1987 között 12 alkalommal szerepelt a jugoszláv válogatottban és hat gólt szerzett. 1984. szeptember 12-én Glasgowban a skót válogatott ellen góllal mutatkozott be egy barátságos mérkőzésen, ahol 6–1-es vereséget szenvedett a jugoszláv válogatott. Utolsó válogatott mérkőzése 1987. november 11-én Belgrádban volt az angol válogatott ellen. Az Eb-selejtező-mérkőzésen a jugoszláv csapat 4–1-es vereséget szenvedett.

### Sportvezetőként
2008. február 16-tól haláláig a Koszovói Labdarúgó-szövetség elnöke volt.

## Magánélete
Két fia, Gramozi és Albert, és egy lánya Albana született feleségétől, Editától. A Gazdálkodástudományi és Üzleti Karon szerzett diplomát. Anyanyelvén kívül franciául, szerbül, horvátul és törökül is folyékonyan beszélt. Halála előtt nem sokkal, 2018. május 17-én kapta meg az albán állampolgárságot.

### Halála
2018. június 9-én edzés közben szívrohamot kapott, és az ügyeletre szállítás közben elhunyt. Még aznap a pristinai városi stadiont átnevezték a tiszteletére Fadil Vokrri Stadionra. 2018. június 10-én a pristinai városi temetőben állami temetés keretében helyezték örök nyugalomra.

## Sikerei, díjai
FK Partizan
- Jugoszláv bajnokság
  - bajnok: 1986–87
- Jugoszláv kupa
  - győztes: 1989

## Statisztika

### Mérkőzései a jugoszláv válogatottban
| Jugoszlávia | Jugoszlávia          | Jugoszlávia                            | Jugoszlávia | Jugoszlávia | Jugoszlávia    | Jugoszlávia  | Jugoszlávia | Jugoszlávia |
| #           | Dátum                | Helyszín                               | Hazai       | Eredmény    | Vendég         | Kiírás       | Gólok       | Esemény     |
| ----------- | -------------------- | -------------------------------------- | ----------- | ----------- | -------------- | ------------ | ----------- | ----------- |
| 1.          | 1984. szeptember 12. | Glasgow, Hampden Park                  | Skócia      | 6 – 1       | Jugoszlávia    | barátságos   | 1           | 10' 46'     |
| 2.          | 1984. szeptember 29. | Belgrád, JNA Stadion                   | Jugoszlávia | 0 – 0       | Bulgária       | vb-selejtező | -           | 71'         |
| 3.          | 1984. október 20.    | Lipcse, Zentralstadion                 | NDK         | 2 – 3       | Jugoszlávia    | vb-selejtező | 1           | 48' 88'     |
| 4.          | 1985. január 20.     | Koccsi, Maharaja College Stadion (IND) | Irán        | 1 – 3       | Jugoszlávia    | Nehru-kupa   | -           | 46'         |
| 5.          | 1985. január 25.     | Koccsi, Maharaja College Stadion (IND) | Szovjetunió | 1 – 2       | Jugoszlávia    | Nehru-kupa   | -           | 46'         |
| 6.          | 1985. február 1.     | Koccsi, Maharaja College Stadion (IND) | Dél-Korea   | 1 – 3       | Jugoszlávia    | Nehru-kupa   | 1           | 19' 75'     |
| 7.          | 1985. február 4.     | Koccsi, Maharaja College Stadion (IND) | Szovjetunió | 2 – 1       | Jugoszlávia    | Nehru-kupa   | -           |             |
| 8.          | 1985. május 1.       | Luxembourg, Municipal Stadion          | Luxemburg   | 0 – 1       | Jugoszlávia    | vb-selejtező | 1           | 90'         |
| 9.          | 1985. június 1.      | Szófia, Levszki stadion                | Bulgária    | 2 – 1       | Jugoszlávia    | vb-selejtező | -           |             |
| 10.         | 1987. augusztus 29.  | Belgrád, Crvena zvezda Stadion         | Jugoszlávia | 0 – 1       | Szovjetunió    | barátságos   | -           | 54'         |
| 11.         | 1987. október 14.    | Szarajevó, Grbavica Stadion            | Jugoszlávia | 3 – 0       | Észak-Írország | Eb-selejtező | 2           | 13' 35' 76' |
| 12.         | 1987. november 11.   | Belgrád, Crvena zvezda Stadion         | Jugoszlávia | 1 – 4       | Anglia         | Eb-selejtező | -           |             |
|             | Összesen             |                                        |             | 12          | mérkőzés       |              | 6           | gól         |

## Fordítás
Ez a szócikk részben vagy egészben  a   Fadil Vokrri című angol Wikipédia-szócikk ezen változatának fordításán alapul.  Az eredeti cikk szerkesztőit annak laptörténete sorolja fel. Ez a jelzés csupán a megfogalmazás eredetét és a szerzői jogokat jelzi, nem szolgál a cikkben szereplő információk forrásmegjelöléseként.